# Przedsiębiorstwo Komunikacji Samochodowej w Szczecinie
Przedsiębiorstwo Komunikacji Samochodowej w Szczecinie Sp. z o.o. – przedsiębiorstwo komunikacyjne powstałe 21 czerwca 2001 roku po przekształceniu z Przedsiębiorstwa Państwowej Komunikacji Samochodowej w Szczecinie. Przedsiębiorstwo świadczy usługi przewozowe na liniach podmiejskich oraz części linii miejskich, a także realizuje regularne połączenia krajowe do Piły, Torunia, Bydgoszczy, Wałcza, Łodzi, Poznania, Gorzowa Wlkp., Kielc, Zielonej Góry, Jeleniej Góry i innych miejscowości na terenie kraju. Przedsiębiorstwo zajmuje się również regularnymi przewozami pracowniczymi i szkolnymi, wynajmuje autobusy na wycieczki krajowe i zagraniczne oraz przewozy okazjonalne.
Przedsiębiorstwo świadczy też usługi transportowe i serwisu samochodów.

## Historia
W związku z likwidacją w 1991 r. Wojewódzkiego Przedsiębiorstwa Komunikacji Miejskiej i tym samym linii podmiejskich 104 i 110, kursujących do Gryfina i Elektrowni Dolna Odra w Nowym Czarnowie, obsługę tych linii przejęło Przedsiębiorstwo Komunikacji Samochodowej (PKS) w Szczecinie. Utworzono dwie linie z różnymi wariantami tras oznaczone w późniejszym czasie jako PKS 1, 1A, 1B, 2 i 2A. Po likwidacji linii miejskich 105 i 108, PKS utworzyło linie podmiejskie nr 5 (do Dobrej Szczecińskiej) i nr 8 (do Lubieszyna), zachowując częściowo dawną numerację i trasy. 
Na zlecenie Zarządu Dróg i Transportu Miejskiego w Szczecinie, PKS Szczecin obsługuje niektóre linie dzienne zwykłe.

## Tabor

### Współcześnie
Według stanu z 1 lutego 2023 r. przedsiębiorstwo dysponuje m.in. następującymi rodzajami autobusów:
|  | Mercedes-Benz O530 Citaro      | przewóz osób na wózkach |
|  | Mercedes-Benz O530Ü Citaro     | przewóz osób na wózkach |
|  | Mercedes-Benz O530G Citaro     | przewóz osób na wózkach |
|  | Mercedes-Benz O530MÜ           | przewóz osób na wózkach |
|  | Mercedes-Benz O550L            |                         |
|  | Solaris Urbino 18 III          | przewóz osób na wózkach |
|  | Mercedes-Benz O530 Facelift    | przewóz osób na wózkach |
|  | Mercedes-Benz Sprinter 511 CDI | przewóz osób na wózkach |
|  | Mercedes-Benz Sprinter 513 CDI | przewóz osób na wózkach |
|  | Mercedes-Benz Sprinter 518 CDI | przewóz osób na wózkach |
|  | Mercedes-Benz Sprinter 519 CDI | przewóz osób na wózkach |
|  | Mercedes-Benz O530LE           | przewóz osób na wózkach |
|  | Mercedes-Benz O530LEMÜ         | przewóz osób na wózkach |
|  | MAN NL313 Lion's City          | przewóz osób na wózkach |
|  | MAN NÜ313 Lion's City          | przewóz osób na wózkach |
|  | MAN NL283 Lion's City          | przewóz osób na wózkach |
|  | Solaris Urbino 12 LE           | przewóz osób na wózkach |
|  | Volvo 7900 Hybrid              | przewóz osób na wózkach |
|  | Volvo 7900 Hybrid Electric     | przewóz osób na wózkach |

### Dawniej
Wybrane typy autobusów eksploatowanych w przeszłości.
|  | MAN NÜ263     | przewóz osób na wózkach | 2014–2021 |  |                         |           |
|  | Setra S315 NF | przewóz osób na wózkach | 2         |  |                         |           |
|  | MAN NÜ313-15  | przewóz osób na wózkach | 2018-2022 |  |                         |           |
|  | MAN NL313     | przewóz osób na wózkach | 2018-2022 |  | przewóz osób na wózkach | 2019-2022 |
|  | MAN NG313     | przewóz osób na wózkach | 2013-2022 |  |                         |           |